# 20213 Saurabhsharan
A 20213 Saurabhsharan (ideiglenes jelöléssel (20213) 1997 GE20) a Naprendszer kisbolygóövében található aszteroida. A LINEAR projekt keretében fedezték fel 1997. április 5-én.